# رالف ألين
رالف ألين (بالإنجليزية: Ralph Allen)‏ (30 يونيو 1906 في المملكة المتحدة - 9 مايو 1981) هو لاعب كرة قدم بريطاني (وحمل سابقاً جنسية المملكة المتحدة لبريطانيا العظمى وأيرلندا) في مركز الهجوم. لعب مع تشارلتون أثلتيك ونادي برينتفورد ونادي توركي يونايتد ونادي ريدنغ ونادي فولهام ونادي نورثامبتون تاون وAnnfield Plain F.C. ‏.